# Hanworth, London
Hanworth är en stadsdel (district) i London Borough of Hounslow i London belägen vid Feltham. 
Eftersom orten tidigt var utrustad med flygfält etablerade sig ett flertal flygplanstillverkare här, bland annat Tipsy Light Aircraft Co. Ltd och Cierva Autogiro Company. 